# ヤアクーブ・イブン・アル＝ライス・アル＝サッファール
ヤアクーブ・イブン・アル＝ライス・アル＝サッファール（ペルシア語: یعقوب لیث صفاری、Ya'qub ibn al-Layth al-SaffarまたはYa'qub-i Laith Saffari、840年10月25日 - 879年6月5日）は、イラン南東部のスィースターン地方に存在していたサッファール朝の建国者。名前の「サッファール」はアラビア語で「銅細工師」を意味する。ペルシアの一平民であるヤアクーブの即位はアッバース朝から忌み嫌われ、アッバース家のカリフたちとターヒル家をはじめとするアラブ世界の貴族たちはヤアクーブを蔑視していた。そして、おそらくはヤアクーブの側もバグダードのアラブ人支配者や、貴族的なイランの総督を嫌悪していた。
ヤアクーブの支配はイランとアフガニスタンに相当する地域だけでなく、パキスタン西部とイラクの一部に及んだ。ヤアクーブの死後、彼の立てた政権は弟のアムル・イブン・アル＝ライスが継承した。
イランでは歴史的英雄の1人として人気が高く、ヤアクーブにまつわる多くの伝説が存在する。民間伝承では、ヤアクーブは裕福な人々から盗みを働いて貧しい人々を助ける、イギリスのロビン・フッドのような義賊として語られている。

## 生涯

### 若年期
840年、現在のアフガニスタンのザランジの東・ボスト（ラシュカルガー）の西に位置する、Karnin（Qarnin）と呼ばれる小さな町でヤアクーブは生まれる。しかし、ヤアクーブの出身家系と一族の経歴についての情報は少ない。スンナ派イスラム教徒が著した史料の多くはヤアクーブについて悪意を込めた記述をしているが、東洋史研究家のクリフォード・エドモンド・ボスワースは、ヤアクーブがアッバース朝のカリフに敵対していたことに起因すると考えている。いくつかの史料はヤアクーブがハワーリジュ派に属することを非難しており、13世紀の神学者イブン・ハッリカーンは彼をキリスト教徒と見なし、またセルジューク朝の宰相ニザームルムルクはヤークーブがイスマーイール派に転向したと述べた。しかし、これらの悪意のある記述にもかかわらず、多くの史料はヤアクーブが質素な生活を送っていたことを一致して記している。
ヤアクーブの父のライスは銅細工師であり、ヤアクーブは父から職人としての技術を学んでいた。ヤアクーブの家族は窮乏した生活を送り、貧困のためにパンとタマネギしか口にできないこともあった。貧困、スンナ派とハワーリジュ派の間に起きる衝突のため、ヤアクーブと彼の家族はザランジに移住した。一家は新たな土地に住み着いたものの、たどり着く前にヤアクーブは父のライスを亡くしており、ヤアクーブは銅細工師、彼の兄弟のアムルはラバ飼いとして生計を立てることになる。しかし、ヤアクーブが実際に銅細工師の職に従事していたかについては、研究者の間で諸説分かれている。ヤアクーブは銅細工師からアイヤール（イラン世界における任侠の徒）となり、やがて盗賊・街道強盗に手を染める。11世紀のイランの歴史家ガルディーズィーは、ヤアクーブを「男気と機知にあふれ、周囲に集まった人間から敬慕される、どのような職に就いても同業者の長となる」アイヤールの理想像を体現する人物として記した。盗賊稼業で発揮されたヤアクーブの勇気と手腕はスィースターンの知事の見込むところとなり、知事は彼に軍の指揮を委ねる。
スィースターンの知事サリー・イブン・ナスルはハワーリジュ派の討伐を名目にアッバース朝から独立した政権を建てており、アッバース朝からスィースターン平定の命令を受けたホラーサーン地方のターヒル朝からの攻撃を受けていた。この時、ヤアクーブもターヒル朝との戦闘に参加しており、ハワーリジュ派と戦う現地のスンナ派の人間から支持を受けていた。861年4月から、ヤアクーブは「スィースターンのアミール（司令官）」の称号を自ら名乗るようになる。

### 独立後

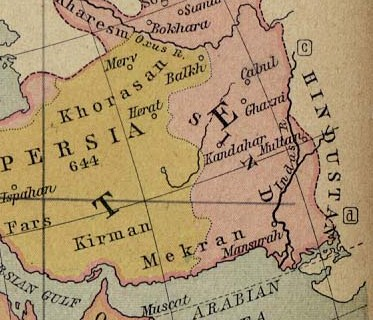
サッファール朝の支配領域

力を蓄えたヤアクーブの軍隊は周辺の勢力から恐れられた。864年にヤアクーブはかつての主人であるサリーを討ち、莫大な戦利品を獲得した。スィースターン北部に移動したヤアクーブはハワーリジュ派と戦い、865年に彼らの指導者であるAmmār b. Yāserを殺害して決定的な勝利を収め、さらにバードギースなどに転戦した。
同865年にヤアクーブは非イスラームの支配下に置かれているザーブリスターン、カーブルを占領した。現地の仏教寺院は破壊され、徴収された象、仏像、偶像はバグダードに送られた。867年にイラン東部のヘラート、ケルマーン、シーラーズがサッファール朝の支配下に入る。サッファール軍はヒンドゥークシュ山脈北麓に進軍し、870年にはホラーサーン全土が彼の支配下に置かれる。数多くの戦闘を経験したヤアクーブはある戦闘で深い傷を負い、管を通して食事を摂取しなければならない状態が20日の間続いたという。
873年にヤアクーブはターヒル朝の本拠地ニーシャープールを制圧するが、ニーシャープールの獲得はカリフとの対立を引き起こした。874年にタバリスターンに進軍したヤアクーブは、アラヴィー朝（アリー朝）のハサン・イブン・ザイドと交戦した。カリフ・ムウタミドはヤアクーブの関心をイラン西部から逸らそうと、イスラーム世界東部のバルフ、トハーリスターン、シンドの統治権を与えた。876年にヤアクーブはムウタミドの弟ムワッファクからホラーサーン、タバリスターン、ジュルジャーン（ゴルガーン）、レイの統治権とバグダードのsahib al-shurta（警察長官職）の授与を言い渡される。領地と官職の授与に際し、ヤアクーブはムウタミドとの個人的な面会を求めたが、ヤアクーブの希望は実現しなかった。ムウタミドはヤアクーブの権限を承認せずヤアクーブはファールスを突破してバグダードに進軍する。そして、同年のダイル・アル＝アークールの戦いでヤアクーブはアッバース朝の軍に敗北した。敗れたヤアクーブはイラクから撤退し、3年後の879年に没した。
没前のヤアクーブは疝痛に罹っていたが、彼は治療を拒否し、879年6月5日にジュンディーシャープールで病没する。彼が没した後、兄弟のアムルがサッファール朝のアミールの地位を継承した。イブン・アスィール、ジューズジャーニーら多くの歴史家はヤアクーブは未婚のまま没したと主張しているが、イブン・ハッリカーンはヤアクーブはスィースターン出身のアラブ人女性を妻に迎えていたと述べている。

## 評価
初期のサッファール朝の軍事行動の動機は不明確であり、諸説分かれている。ヤアクーブは「ガーズィー（信仰の戦士）」として原スンナ派イスラームの教えを広めるために各地を転戦した、
ペルシア民族としての矜持とサーサーン朝の復興を図った、単純に個人的な欲求と快楽に突き動かされて軍を動かしていたなどの意見がある。
ヤアクーブはイスラーム世界の公用語であるアラビア語を解せなかったと伝えられており、彼の在位中にペルシア語がサッファール朝の公用語に定められた。2世紀にわたってイランではアラビア語が公の言語とされており、ヤアクーブの建てたサッファール朝の時代からイランにおけるペルシア語の復権が活性化したため、ヤアクーブはイランの民族的英雄としての歴史的地位を獲得する。